# Dicranomyia pietatis
Dicranomyia pietatis là một loài ruồi trong họ Limoniidae. Chúng phân bố ở vùng Tân nhiệt đới.